# 도화동 (서울)
도화동(桃花洞)은 서울특별시 마포구의 행정동 및 법정동이다.

## 역사

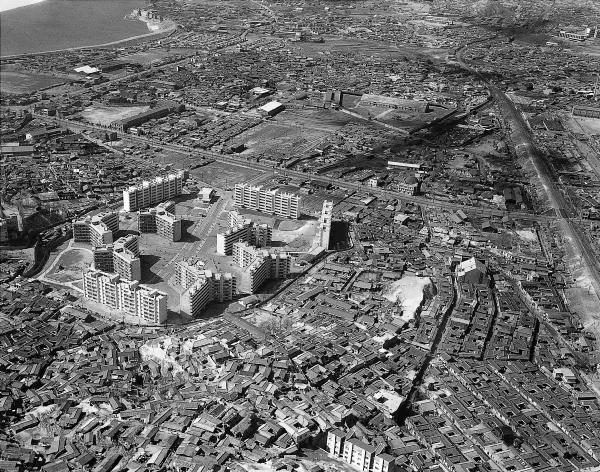
마포아파트 (1965년)

도화동은 조선시대에는 한성부 서부 용산방 마포계(麻浦契)·도화동계(桃花洞契)였다. 1911년 경성부 용산면에 속하였고, 1914년에는 도화정이라고 하였다. 1943년 용산구에 편입되었고, 1944년 마포구로 관할이 바뀌었으며, 1946년 10월 1일 도화동으로 개명되었다.
1962년에 준공된 마포아파트가 한국에서 처음 지어진 아파트 단지로 소개되었으나, 이 아파트가 1991년까지 29년 간 서울의 안방마님 역할을 하고 있는 것으로 드러난다.

## 법정동
- 도화동
- 마포동

## 교육
- 마포초등학교

## 같이 보기
- 대한민국의 행정 구역